# Tentative d'assassinat présumée de Donald Trump en septembre 2024
Ne doit pas être confondu avec Incident du rassemblement de Donald Trump à Las Vegas en 2016 ou Tentative d'assassinat de Donald Trump en juillet 2024.
Une tentative d'assassinat présumée de Donald Trump a lieu le 15 septembre 2024 au Trump International Golf Club (en) de West Palm Beach (Floride).
Alors que Donald Trump, ancien président des États-Unis et candidat républicain pour l'élection présidentielle américaine de 2024, joue au golf, un homme est aperçu en possession d'une arme à feu. Les services de sécurité tirent une fois dans sa direction et il s'enfuit. Il est arrêté peu après. Le FBI ouvre une enquête sur ce qui est décrit comme une « tentative d'assassinat présumée » à l'encontre de Trump. Personne n'est blessé au cours de l'incident.

## Contexte
Donald Trump, homme d'affaires et président des États-Unis de 2017 à 2021, est candidat du Parti républicain pour la troisième fois à l'élection présidentielle, dans un pays politiquement très polarisé.
Au 15 septembre, date de l'incident, le scrutin est prévu dans moins de deux mois, le 5 novembre 2024. Trump est en pleine campagne électorale face à la vice-présidente  sortante, Kamala Harris, investie par le parti démocrate après l'abandon du président Joe Biden.
L'incident a également lieu deux mois après une précédente tentative d'assassinat. Le 13 juillet 2024, Donald Trump a été visé par un tireur embusqué qui l'a blessé à l'oreille, a tué un spectateur et en a touché deux autres. La mauvaise gestion de la situation par le Secret Service a notamment conduit à la démission de sa directrice, Kimberly Cheatle. La réaction de l'ancien président après l'attentat, le visage ensanglanté et le poing levé, a alors fait le tour du monde.

## Déroulement des faits
L'incident a lieu un peu avant 14 heures, heure locale. Donald Trump est en train de jouer au golf et se trouve entre les trous 5 et 6, tandis qu'une équipe de sécurité surveille le parcours. Des agents du Secret Service aperçoivent un homme pointer une arme en direction du terrain de golf, à environ 400 mètres de Donald Trump. L'un des agents tire un coup de feu en direction de l'individu, qui laisse tomber son arme et s'enfuit à bord d'une voiture. Celle-ci est rapidement repérée par un témoin, ce qui permet aux forces de l'ordre de la retrouver en train de rouler vers le nord sur l'I-95 dans le comté de Martin, au nord de Palm Beach, et de procéder à l'arrestation du suspect. Celui-ci n'oppose aucune résistance mais refuse de parler.
L'homme n'a pas pu avoir Trump dans sa ligne de mire et n'a pas fait usage de son arme.
Les agents retrouvent dans les buissons un fusil de type SKS, une lunette de visée, deux sacs à dos remplis de carreaux de céramique (servant pour un gilet pare-balles) et une caméra GoPro.
L'équipe de campagne pour l'élection présidentielle de Donald Trump fait savoir que ce dernier est « sain et sauf » après des tirs « à proximité de lui ».
Avant les faits, le suspect est resté caché, allongé pendant 12 heures dans les fourrés avec de la nourriture et son arme.

## Profil du suspect
Le suspect est placé en état d'arrestation. Il est identifié comme Ryan Wesley Routh, âgé de 58 ans. Selon des médias américains, Ryan W. Routh est un auto-entrepreneur spécialisé dans le mouvement des micromaisons et domicilié à Hawaï. Il déclare en outre avoir tenté en vain de rejoindre les rangs des Ukrainiens durant l'invasion de l'Ukraine par la Russie. Plusieurs unités militaires ukrainiennes nient tout lien avec le suspect.

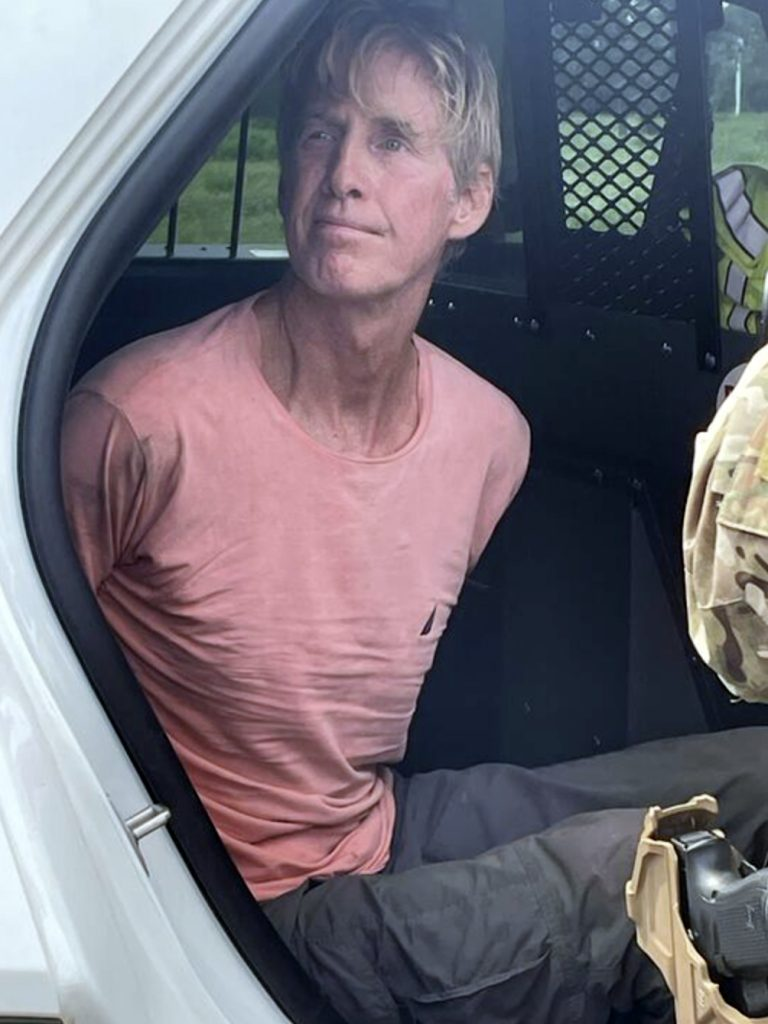
Ryan W. Routh en état d'arrestation peu après l'incident.

Ryan W. Routh a déjà été confronté aux forces de l'ordre entre 2001 et 2010, principalement pour des infractions au code de la route et pour recel de biens volés. En 2002, il est notamment reconnu coupable de possession illégale d'armes à feu.

## Enquête
Rafael Barros, agent du Secret Service du bureau de Miami, déclare le jour même que « l'ancien président Donald Trump est sain et sauf après une possible tentative d'assassinat peu avant 14 heures dimanche au Trump International Golf Club de West Palm Beach. Le personnel des services secrets américains a ouvert le feu sur un homme armé qui se trouvait près de la limite de la propriété,. »
Le Secret Service et le bureau du shérif du comté de Palm Beach sont chargés d'enquêter sur l'incident. Le FBI enquête sur une « tentative d'assassinat présumée » visant l'ex-président Trump.
Le gouverneur de Floride, Ron DeSantis, a déclaré le jour même que son État mènerait sa propre enquête sur la tentative d'assassinat présumée.

## Réactions
Donald Trump réagit dans un communiqué à la suite des déclarations de son équipe : « Je suis en sécurité et en bonne santé ! Rien ne me ralentira. Je ne me rendrai jamais ! ».
Le président des États-Unis, Joe Biden, et la vice-présidente, Kamala Harris, sont rapidement informés de l'incident. Ils se disent soulagés de savoir qu'il est sain et sauf. Dans un communiqué, Kamala Harris déclare : « J'ai été informée des rapports quant aux coups de feu tirés près de l'ancien président Trump et de sa propriété en Floride, et je suis heureuse qu'il soit sain et sauf. La violence n'a pas sa place en Amérique ».

### Citations originales
1. ↑  « Former President Donald Trump is safe and unharmed following a possible attempted assassination shortly before 2 p.m. Sunday at Trump International Golf Club at West Palm Beach. US Secret Service personnel opened fire on a gunman located near the property line.»
2. ↑  « I AM SAFE AND WELL! Nothing will slow me down. I will NEVER SURRENDER! »
3. ↑  « I have been briefed on reports of gunshots fired near former President Trump and his property in Florida, and I am glad he is safe. Violence has no place in America. »